# Municipio de Lake Eunice
El municipio de Lake Eunice (en inglés: Lake Eunice Township) es un municipio ubicado en el condado de Becker en el estado estadounidense de Minnesota. En el año 2010 tenía una población de 1538 habitantes y una densidad poblacional de 16,49 personas por km².

## Geografía
El municipio de Lake Eunice se encuentra ubicado en las coordenadas 46°45′21″N 95°58′32″O / 46.75583, -95.97556. Según la Oficina del Censo de los Estados Unidos, el municipio tiene una superficie total de 93.26 km², de la cual 77,61 km² corresponden a tierra firme y (16,78 %) 15,65 km² es agua.

## Demografía
Según el censo de 2010, había 1538 personas residiendo en el municipio de Lake Eunice. La densidad de población era de 16,49 hab./km². De los 1538 habitantes, el municipio de Lake Eunice estaba compuesto por el 96,55 % blancos, el 0,33 % eran afroamericanos, el 0,98 % eran amerindios, el 0,07 % eran asiáticos, el 0,2 % eran de otras razas y el 1,89 % eran de una mezcla de razas. Del total de la población el 1,37 % eran hispanos o latinos de cualquier raza.